# Sommarspel
Sommarspel är Robert Kangas sjätte roman och utkom 1996.

## Handling
Handlingen kretsar kring en värmländsk familj och deras gård på landsbygden. Alex, den äldsta av de fyra syskonen, är utvecklingsstörd och bor kvar hemma på gården tillsammans med mamman och systern Laila, som passar upp och tar hand om de andra två. Jimmy är näst äldst, har misslyckats i sitt äktenskap, och är den av barnen som mamman låtit ta över driften av gården efter faderns död. Rolf, som rymde hemifrån i tonåren, är som vuxen nykter alkoholist och har ett kriminellt förflutet. Fadern är sedan länge död men misskötte gården medan han levde samt var alkoholist. Dessa fem människor, mamman och de fyra syskonen, ska träffas hemma på gården igen för första gången på flera år.
Historiens centrum är gården och mamman. Mammans djupt rotade religiösa tro och sadistiska mentalitet har förstört barnen under deras uppväxt. Laila drömmer om att fly, komma bort, minns hur Rolf lyckades fly, och har självmordstankar. I Rolf ser Laila något av sin döde pappa, som hon älskade mycket, som hon saknar starkt, och som hon aldrig tilläts sörja ordentligt av modern. Jimmy, som i tonåren utnyttjade Laila sexuellt och gjorde henne gravid, är mammans gunstling för att han skött gårdens ekonomi så väl, och mamman skyller hans övergrepp på systern och Lailas graviditet och abort på Lailas, påstådda, syndfullhet. Rolf, som varit nykter under en längre tid, börjar dricka igen för att klara av att möta familjen och kommer till gården berusad. Och under tiden är Alex omedveten om det mesta förutom sig själv. När Jimmy kommer hem till gården, med Rolf, urartar alla spänningar som grott under alla år, och mötet blir katastrofalt.

## Berättarstruktur
Sommarspel är uppbyggd med flera parallella narrativ i första person. Alla barnen har kapitel där de är i centrum, berättade i första person, och det är genom dessa, ofta mycket närgånget narrativ, som berättelsen utvecklas. Allteftersom fler och fler minnen kommer upp till ytan ökar den spänning och rädsla som karaktärerna känner inför mötet. Mamman har inget eget narrativ utan kommer fram enbart genom barnens minnen och beskrivningar. Denna berättarstruktur öppnar upp för mångfasetterade tolkningar av karaktärerna. Till exempel Jimmy, som i Lailas ögon är fruktansvärt elak, nära nog psykopatisk, är i sina egna narrativ en ensam, nyligen frånskild, deprimerad man, som liksom de andra försöker bli fri från mammans psykologiska våld. Rolf, som känner sig stark av spriten, beskrivs av de andra som en tanig man utan kontroll.

## Teman
Makt är kanske det främsta temat i Sommarspel. Vem som har makt i hemmet, över de andra, och makt över sig själv. Jimmy, som i sitt privata liv misslyckats med sitt äktenskap och faderskap, och där helt saknar makt, tar istället ut den på de övriga syskonen, och då särskilt Laila som han misshandlar och förnedrar. Likaså trycker Jimmy ner Rolf genom att skrämma honom med att visa ett vapen och genom att inte visa någon som helst respekt för broderns rädsla för att komma hem. Laila gör sitt bästa för att höja sin status ovan Alex, som är längst ner och omedveten om det, och Rolf försöker så gott han kan vara helt utanför maktkampen. Och över alla är mamman, som trots sin brist på riktig makt (eftersom det är Jimmy som egentligen bestämmer med gården och sammankomsten), utövar starka psykologiska påfrestningar på de andra, påminner dem om och om igen om deras hemska förflutna. Det hela är en situation där alla klättrar på varandra för att komma högre. Detta är en familj där kärlek och respekt bytts ut mot kamp om maktpositioner respekt för makt.
Ett annat tema i Sommarspel är religion, kristendom, och då vad kristendomen kan ha för negativa konsekvenser, särskilt i form av maktmedel. Mamman är mycket religiös och hävdar genom detta ett slags moraliskt övertag på barnen, och då särskilt dottern Laila i vem hon ser sin egen syndfulla kvinnlighet. Mamman hävdar, när Laila gör något fel eller något som inte stämmer helt överens med vad hon önskar, att Gud straffar henne med en dålig dotter. Mamman tror att hennes förstfödda Alex utvecklingsstörning är ett straff av Gud för att hon levde, enligt henne själv, ett syndfullt liv i unga år genom sin sexualitet. Barnen, som inte tagit över mammans tro, och mamman, lever på helt olika grunder, i helt olika sfärer, och tolkar händelser på helt olika sätt. Mamman tolkar hela sitt liv utifrån antagandet att Gud straffar henne och att livet är en lång rad prövningar. Även hennes barn, familj och hem ser hon som straff. Kangas visar hur religiös fromhet kan angränsa till sadism och självförnekelse, och samtidigt hur det kan förgifta kärleken och hemmet. Denna form av kristendom, som Kangas visar med all önskad tydlighet, är en förstörande kraft i dessa människors värld.

## Litterära influenser och allusioner
Historien påminner om William Faulkners roman Stormen och vreden, men huruvida Kangas aktivt tänkt på detta går inte att säga. Dock finns några slående likheter; berättarstrukturellt, den utvecklingstörde brodern, en syster som far illa, en bror som styr och ställer över de andra, o.s.v. Den utvecklingsstörde Alex har också likheter med karaktären Matti i Tarjei Vesaas roman Fåglarna. Liksom Matti ser Alex fåglar flyga kring gården, som ingen annan lägger märke till. Dessa fåglar kan tolkas som ett slags "diktens fåglar", ett slags gömt budskap från författaren att det i denna gård, denna familj, finns något att berätta, men att det bara är dåren, pajasen, som kan se det och som kan återberätta det.